# Венера (фильм, 2022)
«Венера» (исп. Venus) — испанский боевик-триллер 2022 года режиссёра Жауме Балагеро, вдохновлённый рассказом Лавкрафта «Сны в ведьмовском доме». В главной роли — Эстер Экспозито.

## Сюжет
По словам режиссёра, «ужас, кровь, заблуждения и жуткие люди», — художественная основана рассказа Лавкрафта «Сны в доме ведьм», которая переносится в «грязный современный город», в старинный особняк Вильяверде-Сур на окраине Мадрида.
Танцовщица Лусия находится в бегах и преследуемая бандитами, находит убежище в многоквартирном доме с сестрой Росио и племянницей Альбой, когда они обнаруживают, что в здании действуют сверхъестественные силы.

## В ролях
- Эстер Экспосито — Люсия
- Анхела Кремонте — Росио
- Инес Фернандес — Альба
- Магуи Мира
- Фернандо Вальдивьельсо
- Федерико Агуадо
- Франсиско Бойра
- Атон Сориа
- Мария Хосе Саррате
- София Рейес
- Педро Бачура

## Производство
Фильм был представлен на кинофестивале в Сиджесе в октябре 2021 года с участием режиссёра Жауме Балагеро. Сценарий был написан Балагеро вместе с Фернандо Наварро. Пабло Россо работал оператором, а Луис де ла Мадрид отвечал за монтаж. Съемки начались в ноябре 2021 года в Мадриде. Впоследствии они переехали в Толедо, где снимался в районе Санта-Мария-де-Бенкеренсия («Эль Полигоно»). Съемки завершились в феврале 2022 года.

## Премьера
Мировая премьера фильма состоялась в секции «Midnight Madness» Международного кинофестиваля в Торонто в сентябре 2022 года. Позже его премьера в США состоится на Фестиваль фантастического кино. Также он был показан на торжественном открытии 55-го кинофестиваля в Ситжесе 6 октября 2022 года. Фильм был показан в кинотеатрах Испании 2 декабря 2022 года компанией Sony Pictures Entertainment.

## Приём
По данным американского веб-сайта Rotten Tomatoes, на котором собраны обзоры, рейтинг одобрения фильма «Венера» составляет 77 % на основе 13 отзывов критиков со средней оценкой 6,6 из 10.
Миган Наварро из Bloody Disgusting оценила фильм на 3½ звезды, посчитав его «прекрасным и свежим боевиком-ужасом, гораздо более запоминающимся своими ужасными высокооктановыми острыми ощущениями, чем космическим ужасом».
Шелаг Роуэн-Легг из ScreenAnarchy назвал фильм «очень приятным ужасом, криминальным, с ведрами крови», «пугающий хитрыми старушками, милым ребёнком и обалденной героиней».
Ракель Эрнандес Лухан из HobbyConsolas оценила фильм на 58 баллов из 100 («так себе»), подчеркнув абсолютную приверженность героини Экспозито своей роли и солидный производственный дизайн как положительные элементы, а также сетуя на то, что немногое осталось от оригинальной истории и небольшое количество космического ужаса, а также указал на то, что фильм мог бы выиграть от менее серьёзного отношения к себе.
Рикардо Росадо из Fotogramas написал, что фильм, даже если и «преисполнен добрых намерений», то изо всех сил пытается найти правильный тон среди стилизованной истории, а также считает, что Экспозито делает все возможное, в то время как фильм изо всех сил пытается найти смысл для аудитория. Дезире де Фес оценил фильм на 4 из 5 звезд, подчеркнув «дань уважения (многим) женщинам в кино про ужасы», а Экспозито показывает все самое лучшее в фильме, но посчитав фильм «неистовым и жестоким», объединяющим отличительную черту режиссёра: «особые образы, которые концептуально и формально заключают в себе ужас».
Мигель Анхель Ромеро из Cinemanía оценил фильм на 3½ из 5 звезд, посчитав его «триумфальным» возвращением Балагеро к его истокам ужасов, выставляющим напоказ его способность демонстрировать фантастику и ужас.